# Cynthia Weil
Cynthia Weil (New York, 18 ottobre 1940 – Beverly Hills, 1º giugno 2023) è stata una compositrice, musicista e paroliera statunitense.

## Biografia
La sua carriera fu strettamente legata a quella del marito Barry Mann, che sposò nell'agosto 1961.
La coppia scrisse diverse canzoni per artisti come Dom DeLuise, Eydie Gorme, Deniece Williams, Dolly Parton, The Animals, Conway Twitty, Marianne Faithfull, The Monkees, Sérgio Mendes, The Vogues e altri.
Nel 1987 ottenne la candidatura al Golden Globe per la migliore canzone originale e all'Oscar alla migliore canzone per Somewhere Out There.
Fu inserita nella Rock and Roll Hall of Fame e nella Songwriters Hall of Fame.